# Миша Брукс
Миша Брукс (англ. Mischa Brooks; род. 12 декабря 1990, Солт-Лейк-Сити, США) — американская порноактриса.

## Биография
Родилась 12 декабря 1990 года в Солт-Лейк-Сити, штат Юта, США. Имеет французские и индейские корни. Выросла в военной семье. Жила в Юте до 12 лет. Несколько лет жила в Техасе. Также жила в Японии.
Работала в химчистке.

### Карьера в порнофильмах
Дебютировала в порно в 2011 году.
В 2013 году номинирована на премию NightMoves Award («Лучшая задница»). В 2014 году номинирована на премии AVN Awards («Лучшая сцена группового секса» и «Unsung Starlet of the Year») и XRCO Awards («Unsung Siren of the Year»). В 2015 году номинирована на премии AVN Awards («Best All-Girl Group Sex Scene», «Лучшая сцена группового секса», «Лучшая сцена секса втроём: девушка/девушка/парень» и «Награда фанатов: горячая задница») и XBIZ Award («Best Actress — All-Girl Release»).
Своей любимой порноактрисой называет Селесту Стар.
Сотрудничает со студиями, как Brazzers, Devil's Film, Elegant Angel, Evil Angel, Reality Kings, Naughty America и другими.
По состоянию на октябрь 2019 года снялась в 232 порнофильмах.

## Личная жизнь
Является бисексуалкой.
Любит компьютерные игры (World of Warcraft, Call of Duty).

## Награды и номинации
| Год  | Премия            | Номинация                                         | Фильм                             | Результат |
| ---- | ----------------- | ------------------------------------------------- | --------------------------------- | --------- |
| 2013 | NightMoves Award  | Лучшая задница                                    |                                   | Номинация |
| 2013 | Sex Awards        | Porn’s Best Body                                  |                                   | Номинация |
| 2013 | Spank Bank Awards | Sexual Daredevil… With Or Without A Parachute     |                                   | Победа    |
| 2014 | AVN Awards        | Лучшая сцена группового секса                     | Manuel Ferrara’s Reverse Gangbang | Номинация |
| 2014 | AVN Awards        | Unsung Starlet of the Year                        |                                   | Номинация |
| 2014 | Spank Bank Awards | Cock Crazed Cumaholic of the Year                 |                                   | Номинация |
| 2014 | Spank Bank Awards | Most Underrated Slut                              |                                   | Номинация |
| 2014 | Spank Bank Awards | Protoype Sexual Cyborg of the Future              |                                   | Номинация |
| 2014 | Spank Bank Awards | Sexiest Painted Lady                              |                                   | Номинация |
| 2014 | Spank Bank Awards | The Contessa of Cum                               |                                   | Номинация |
| 2014 | Spank Bank Awards | The New Definition of 'Sexy'                      |                                   | Номинация |
| 2014 | XRCO Awards       | Невоспетая сирена года (Unsung Siren of the Year) |                                   | Номинация |
| 2015 | AVN Awards        | Best All-Girl Group Sex Scene                     | Conjoined                         | Номинация |
| 2015 | AVN Awards        | Лучшая сцена группового секса                     | Nymphos                           | Номинация |
| 2015 | AVN Awards        | Лучшая сцена секса втроём: девушка/девушка/парень | Apocalypse X                      | Номинация |
| 2015 | AVN Awards        | Награда фанатов: горячая задница                  |                                   | Номинация |
| 2015 | XBIZ Award        | Best Actress — All-Girl Release                   | Conjoined                         | Номинация |